# Burr Ridge
Burr Ridge é uma aldeia localizada no estado americano de Illinois, no Condado de Cook e Condado de DuPage.

## Demografia
Segundo o censo americano de 2000, a sua população era de 10.408 habitantes.
Em 2006, foi estimada uma população de 11.082, um aumento de 674 (6.5%).

## Geografia
De acordo com o United States Census Bureau tem uma área de 16,9 km², dos quais 16,6 km² cobertos por terra e 0,3 km² cobertos por água.

## Localidades na vizinhança
O diagrama seguinte representa as localidades num raio de 8 km ao redor de Burr Ridge. 